# Анхель-Кабада
Анхель-Кабада (исп. Ángel R. Cabada) — небольшой город в восточной части Мексики, на территории штата Веракрус. Административный центр муниципалитета Анхель-Кабада.

## Географическое положение
Анхель-Кабада расположен в юго-восточной части штата, на берегах реки Теколапан, на расстоянии приблизительно 180 километра к юго-востоку от города Халапа-Энрикеса, административного центра штата. Абсолютная высота — 30 метров над уровнем моря.

## Население
Согласно данным, полученным в ходе проведения официальной переписи 2005 года, в городе проживало 11 901 человек (5664 мужчины и 6237 женщин). Насчитывалось 3423 дома. По возрастному диапазону население распределилось следующим образом: 33,8 % — жители младше 18 лет, 54,4 % — между 18 и 59 годами и 11,8 % — в возрасте 60 лет и старше. Уровень грамотности среди жителей старше 15 лет составлял 88,2 %.
По данным переписи 2010 года, численность населения Анхель-Кабады составляла 12 033 человека. Динамика численности населения города по годам:
| 2000   | 2005   | 2010   |
| ------ | ------ | ------ |
| 10 830 | 11 901 | 12 033 |